# 趙天麟 (1973年)
趙天麟（1973年3月8日—），中華民國政治人物，民主進步黨籍，生於臺北市，曾任立法委員、民進黨高雄市黨部主任委員、中央黨部發言人、文宣部主任、青年部主任、高雄市議會議員、台灣團結聯盟議會黨團幹事長。

## 個人背景
趙天麟父親籍貫安徽亳州，母親為花蓮人。畢業於淡水工商專科學校（今真理大學）企業管理科、世新大學口語傳播學系，並取得國立中山大學公共政策碩士，現就讀於國立高雄科技大學工業工程與管理博士班（肄業）。
趙天麟2007年與助理丁雅婷結婚，育有三個小孩，政見當中重視育兒環境、推動特色共融公園等。2023年10月爆發婚外情，因此退出2024年立委選舉。卸任後於世新大學任教。

## 議員、立法委員
2002年，趙天麟以台灣團結聯盟籍參選高雄市議會議員並當選，2006年欲連任卻成為落選頭，但同選區議員黃紹庭未放棄雙重國籍遭解職後，趙天麟於2009年遞補重返議會。
2010年4月，趙天麟遞補重返議會半年後，宣布放棄連任，並將於年底卸任後轉戰立法委員。2011年4月15日，獲民主進步黨提名參選第八屆立法委員，對上中國國民黨時任立委邱毅，決戰高雄市第七選舉區（新興區、前金區、苓雅區及前鎮區8里），最終順利當選，並連任第九、十屆。

## 爭議事件

### 譴責馬英九登太平島
2016年1月，總統馬英九搭乘專機前往太平島，並於國碑前發表談話。趙天麟表示，民進黨對此不能接受，台灣不是單獨存在於國際，縱使國際地位再怎麼艱困，都要考量國際社會和諧；目前南海議題敏感，衝突一觸即發，馬總統是看守總統，不應有這種舉措。但隨後民進黨聲明趙天麟說的是個人意見，不能代表民進黨立場。馬英九表示：「我在為國家爭取權益，他在後面扯後腿，我覺得不應該是這樣子。」

### 要求氣象局為預判失準道歉
2016年9月梅姬颱風襲台，高雄市27日上午照常上班上課，直至下午才停班停課，讓颱風天的民眾在住家與工作場所來回奔波。時任立委的趙天麟要求氣象局為誤判道歉，引起網友批評政客嘴臉推卸責任還不懂檢討。

### 高雄醫學大學爭議
2017年6月高雄醫學大學學生質疑，趙天麟與高雄醫學大學董事會關係密切，在教育及文化委員會審《私校法》時替高雄醫學大學董事會護航，財團控制私校董事會，私校成為財團私產。
趙天麟澄清自己和高雄醫學大學董事會並非私交良好，並支持私校改革，但高雄醫學大學及其經營、附設的多家醫院是南台灣的重要資產，有責任維護高雄醫學大學穩健發展，維護市民就醫權利。
2017年12月8日全球高雄醫學大學校友會聯合會發表聲明書「公開譴責立委趙天麟」指出，趙天麟質詢內政部官員時，對高雄醫學大學校友總會理監事選舉之個案施加壓力。

### 「開放之路」廣告
2018年民進黨高雄市長初選期間，趙天麟於2月22日在《自由時報》刊登「開放之路」全版廣告。文宣中，趙天麟誓言推動「高雄—深圳」雙城論壇，並於Facebook貼文中強調，面向中國的開放之路是「是必要且唯一的選擇」。基進黨於隔日召開記者會，以撕毀趙天麟「開放之路」全版廣告的行動，強烈抨擊趙天麟的親中政策。基進黨認為趙天麟宣稱的「新經濟」背後，根本就是馬英九政府時代「兩岸市場一體化」的舊思維，因而呼籲選民拒絕這位「親中等於拚經濟」的「政治撈仔」。

### 遭指碩士論文抄襲
2023年10月18日，「民間時政監督聯盟」召集人張靜指控趙天麟於國立中山大學撰寫的碩士論文涉嫌抄襲高達42%，內容不只抄襲兩本中國大陸學位論文，更從第36頁開始連續抄襲7頁，且相似度遠高於中山大學訂定的12%，認為標榜愛台灣的立委，卻大量抄襲中國大陸資料。趙反駁稱經團隊及中央黨部以台灣通用的學術論文比對系統再三確認，扣除重複引用他個人論文部分比對結果為10%。中山大學於同年月22日表示已接獲具名檢舉，將成立學倫會審查本案。
2024年2月29日，趙天麟在社群媒體中更新訊息表示，已經收到中山大學審查結果，確認並無抄襲，感謝母校明察。至於校方則是認定趙天麟學術倫理檢舉案抄襲不成立，但有引註瑕疵。給予兩個月的修改期限，並補正漏列的參考文獻。

### 外遇中國大陸女子
2023年10月24日，趙天麟遭爆料與一名中國大陸女子發生婚外情，還流出多張親密合照，引發譁然。凌晨本人聲明致歉，並表示已經得到了妻子和家人的原諒。同日晚上，趙天麟再發聲明，表示自己退出2024年立委選舉。與此同時國民黨議員凌濤等人懷疑助趙天麟利用身份協助中國大陸籍女士來臺灣進行健康檢查涉嫌「濫用公共資源」。

## 選舉紀錄
| 年度 | 選舉屆數             | 選舉區                          | 所屬政黨     | 得票數  | 得票率 | 當選標記   | 備註 |
| ---- | -------------------- | ------------------------------- | ------------ | ------- | ------ | ---------- | ---- |
| 2002 | 第六屆高雄市議員選舉 | 高雄市第四選舉區                | 台灣團結聯盟 | 9,699   | 6.25%  |            |      |
| 2006 | 第七屆高雄市議員選舉 | 高雄市第四選舉區                | 台灣團結聯盟 | 10,712  | 7.40%  | 遞補當選   |      |
| 2012 | 第八屆立法委員選舉   | 高雄市第七選舉區 （2010－2016） | 民主進步黨   | 98,341  | 53.37% |            |      |
| 2016 | 第九屆立法委員選舉   | 高雄市第七選舉區 （2010－2016） | 民主進步黨   | 97,228  | 60.50% |            |      |
| 2020 | 第十屆立法委員選舉   | 高雄市第六選舉區                | 民主進步黨   | 128,072 | 52.94% | 選舉區重劃 |      |

## 外部連結
- 趙天麟的Facebook專頁
- 趙天麟的Instagram帳戶
- 趙天麟的X（前Twitter）